# 日本国憲法第103条
日本国憲法 第103条（にほんこくけんぽうだい103じょう）は、日本国憲法の第11章にある条文で、公務員の職務の継続性について規定している。

## 条文
日本国憲法、e-Gov法令検索。

第百三条この憲法施行の際現に在職する国務大臣、衆議院議員及び裁判官並びにその他の公務員で、その地位に相応する地位がこの憲法で認められてゐる者は、法律で特別の定をした場合を除いては、この憲法施行のため、当然にはその地位を失ふことはない。但し、この憲法によつて、後任者が選挙又は任命されたときは、当然その地位を失ふ。

## 沿革

### 大日本帝国憲法
なし。

### 憲法改正要綱
なし。

### GHQ草案
「GHQ草案」、国立国会図書館「日本国憲法の誕生」。

#### 日本語
第九十一条
皇帝皇位ニ即キタルトキ並ニ摂政、国務大臣、国会議員、司法府員及其ノ他ノ一切ノ公務員其ノ官職ニ就キタルトキハ、此ノ憲法ヲ尊重擁護スル義務ヲ負フ
此ノ憲法ノ効力発生スル時ニ於テ官職ニ在ル一切ノ公務員ハ右ト同様ノ義務ヲ負フヘク其ノ後任者ノ選挙又ハ任命セラルルマテ官職ニ止マルヘシ

#### 英語
Article XCI.
The Emperor, upon succeeding to the Throne, and the Regent, Ministers of State, Members of the Diet, Members of the Judiciary and all other public officers upon assuming office, shall be bound to uphold and protect this Constitution.
All public officials duly holding office when this Constitution takes effect shall likewise be so bound and shall remain in office until their successors are elected or appointed.

### 憲法改正草案要綱
「憲法改正草案要綱」、国立国会図書館「日本国憲法の誕生」。

第九十五此ノ憲法実施ノ際現ニ存スル国務大臣、両議院ノ議員、裁判官其ノ他ノ公務員ハ此ノ憲法ノ条規ニ拘ラズ後任者ノ選挙又ハ任命ニ至ル迄現行法令ノ定ムル所ニ従ヒ仍其ノ任ニ留マルモノトスルコト

### 憲法改正草案
「憲法改正草案」、国立国会図書館「日本国憲法の誕生」。

第百条この憲法施行の際現に在職する国務大臣、衆議院議員及び裁判官並びにその他の公務員で、その地位に相応する地位がこの憲法で認められてゐる者は、法律で特別の定をした場合を除いては、この憲法施行のため、当然にはその地位を失ふことはない。但し、この憲法によつて、後任者が選挙又は任命されたときは、当然その地位を失ふ。

## 解説
日本国憲法施行以前に任命されていた公務員に関し、日本国憲法施行にあたってもそれだけでは、その任命の根拠は失われない旨を規定するものである。
日本国憲法において新たに設置された参議院議員に関しては、日本国憲法第100条第2項および第102条の規定に従い、日本国憲法の規定に基づく選挙がなされた。これに対し、衆議院議員に関しては、本条に基づき、日本国憲法施行時点における議員をそのまま日本国憲法下における衆議院議員として認めることとした。一般に1947年（昭和22年）4月25日に実施された第23回衆議院議員総選挙をして、日本国憲法の下における最初の総選挙として捉えている（日本国憲法の施行日は同年5月3日）。
また、大日本帝国憲法のもとで任命され、日本国憲法施行時に在任していた国務大臣（第1次吉田内閣）についても、本条に基づき、その地位を保持することとされた。
なお、その他の公務員の地位については、個別の法律で規定されている。例えば、裁判所法施行の際現に大審院の裁判官の職に在る者で最高裁判所の裁判官に任命されないものは、判事として東京高等裁判所判事に補せられたものとみなされている（裁判所法施行法3条1項）。
また、日本国憲法に基づく天皇は、大日本帝国憲法に基づく天皇に「相応する地位」ではないが、大日本帝国憲法時代の天皇が引き続き日本国憲法のもとでの天皇となることが当然のことと考えられたことから、本条では特に定める必要がないと考えられたとされている。